# Julien Meuris
Julien Joseph Meuris (Ixelles, 21 marzo 1922 – ...) è stato un cestista belga.

## Carriera
Con il Belgio ha disputato due edizioni dei Giochi olimpici (Londra 1948, Helsinki 1952) e tre dei Campionati europei (1946, 1947, 1953).